# Sankt Mikkels Sogn
Sankt Mikkels Sogn i Slagelse er et sogn i Slagelse-Skælskør Provsti (Roskilde Stift).
Sognet lå i Slagelse Købstad og omfattede desuden Slagelse Sankt Mikkels landsogn, der var en sognekommune i Slagelse Herred (Sorø Amt). Købstaden hørte kun geografisk til herredet. Ved kommunalreformen i 1970 blev landsognet indlemmet i Slagelse Kommune, som Slagelse Købstad blev kernen i.
I Sankt Mikkels Sogn ligger Sankt Mikkels Kirke. Nørrevangskirken blev indviet 26. november 1989, og samme dag blev Nørrevang Sogn udskilt fra Sankt Mikkels Sogn.
I sognet findes følgende autoriserede stednavne:
- Byskov (bebyggelse)
- Kirkegårdshuse (bebyggelse)
- Oksebro (bebyggelse)
- Slagstrup (bebyggelse, ejerlav)